# Peter Konyegwachie
Peter Konyegwachie, född den 26 november 1965 i Lagos, Nigeria, är en nigeriansk boxare som tog OS-silver i fjäderviktsboxning 1984 i Los Angeles. Han förlorade med 0-5 i finalen mot Meldrick Taylor från USA.